# Jonny Evans
Jonathan Grant Evans (nascut a Belfast, Irlanda del Nord, el 2 de gener del 1988), més conegut com a Jonny Evans, és un futbolista nord-irlandès que actualment juga de defensa central o lateral esquerra al Manchester United FC de la Premier League anglesa. Evans, també juga per la selecció d'Irlanda del Nord des del 2006.